# Wydział Inżynieryjno-Ekonomiczny Transportu Politechniki Morskiej w Szczecinie
Wydział Inżynieryjno-Ekonomiczny Transportu Politechniki Morskiej w Szczecinie – jeden z pięciu wydziałów Politechniki Morskiej w Szczecinie. Jego siedziba znajduje się w budynku A przy ul. H. Pobożnego 11, budynek B stoi przy ul. Szczerbcowej 4 w Szczecinie. Powstał w 2002 roku.

## Struktura wydziału
- Instytut Zarządzania Transportem
  - Zakład Organizacji i Zarządzania
  - Zakład Logistyki i Informatyki
  - Zakład Nauk Ekonomicznych i Społecznych
  - Zakład Metod Ilościowych i Prognozowania
  - Zakład Finansów i Marketingu
  - Zakład Gospodarki Morskiej i Polityki Transportowej
- Instytut Inżynierii Transportu (IIT)
  - Zakład Towaroznawstwa i Zarządzania Jakością
  - Zakład Techniki Transportu
  - Zakład Żeglugi Śródlądowej i Gospodarki Wodnej
  - Zakład Technologii Transportu Zintegrowanego i Ochrony Środowiska
  - Zakład Metod Komputerowych

## Kierunki studiów
- Zarządzanie i Inżynieria produkcji
- Zarządzanie
- Transport
- Logistyka

## Władze
Dziekan: dr hab. Stanisław Iwan, prof. PM

Prodziekan ds. Nauki: dr hab. inż. Izabela Kotowska prof. PM

Prodziekan ds. Kształcenia: dr inż. Tomasz Dudek 